# سیمباریو
سیمباریو (به ایتالیایی: Simbario) یک کومونه در ایتالیا است که در استان ویبو والنتیا واقع شده‌است.

## خصوصیات
سیمباریو ۱۹٫۳ کیلومترمربع مساحت و ۱٬۰۷۶ نفر جمعیت دارد و ۷۶۶ متر بالاتر از سطح دریا واقع شده‌است.